# Pontonia domestica
Pontonia domestica is een garnalensoort uit de familie van de Palaemonidae. De wetenschappelijke naam van de soort is voor het eerst geldig gepubliceerd in 1850 door Gibbes.